# 강형석 (배우)
강형석(1992년 1월 1일 ~ )은 대한민국의 배우이다.

## 출연작

### 영화
- 2021년 《가치 캅시다》 - 김의성 역
- 2022년 《아줌마》 - 권우 역
- 2024년 《무도실무관》 - 강 작가 역

### 드라마
- 2019년 tvN 주말드라마 《사랑의 불시착》 - 북한군 병사 역
- 2020년 KBS2 단막극 《KBS 드라마 스페셜 - 원 나잇》
- 2020년 KBS2 수목드라마 《도도솔솔라라솔》 - 안중호 역
- 2020년 JTBC 수목드라마 《쌍갑포차》
- 2020년 JTBC 금토드라마 《이태원 클라쓰》
- 2020년 SBS 월화드라마 《낭만닥터 김사부 2》
- 2021년 tvN 주말드라마 《갯마을 차차차》 - 최은철 역
- 2021년 JTBC 주말드라마 《인간실격》 - 준혁 역
- 2022년 tvN 수목드라마 《월수금화목토》 - 우광남 역
- 2025년 tvN 월화드라마 《금주를 부탁해》 - 봉선욱 역

### 연극
- 《리미트》
- 《발칙한 로맨스》

### 뮤지컬
- 《이블데드》